# 油須原站
油須原站（日语：／ Yusubaru eki */?）是位於福岡縣田川郡赤村大字赤，屬於平成筑豐鐵道的田川線車站。車站編號為HC21。此站的站房為九州最古老的木造站房。而位於大牟田市內的工業廢料回收公司「森商事」取得此站的命名權，並在2009年4月1日將此站的愛稱定為森商事 油須原站。

## 歷史
- 1895年（明治28年）8月15日 : 豐州鐵道（日语：豊州鉄道）行橋站至伊田站（現時為田川伊田站）之間開通，此站啟用。
- 1901年（明治34年）9月3日 : 豐州鐵道合併至九州鐵道（第一代）。
- 1907年（明治40年）6月1日 : 九州鐵道（第一代）被國有化，成為帝國鐵道廳車站[2][3]。
- 1958年（昭和33年）1月1日 : 站內擴展工程完成。
- 1963年（昭和38年）2月1日 : 結束貨物起卸業務。
- 1987年（昭和62年）4月1日 - 伴隨國鐵分割民營化，車站由九州旅客鐵道（JR九州）營運[4][5][6]。
- 1989年（平成元年）10月1日 : 此站變由平成筑豐鐵道管理，成為平成筑豐鐵道田川線車站。

## 車站構造
車站是一座地面車站，設有2面2線的相對式月台，上下行月台之間距離較大。兩月台之間設有站內平交道。此站是無人車站。車站大樓位於田川伊田方向月台側，大樓在車站啟用時已經存在。

### 月台
| 月台         | 路線    | 上下行 | 方向                     |
| ------------ | ------- | ------ | ------------------------ |
| 車站大樓一方 | ■田川線 | 下行   | 田川伊田、金田、直方方向 |
| 車站大樓對面 | ■田川線 | 上行   | 犀川、豐津、行橋方向     |

## 使用狀況
- 在2018年度，1日平均上落車人次為70人[1]。
- 在2019年度，1日平均上落車人次為82人[1]。

## 車站周邊
- 福岡縣道34號行橋添田線（日语：福岡県道34号行橋添田線）
- 日本郵政油須原郵局
- 田川農業協同組合（日语：田川農業協同組合）赤分所
- 通善寺
- 赤村特產物中心
- 田川警署（日语：田川警察署）赤駐在所
- 金龍保育園
- 惠比壽神社

## 油須原線
曾經日本國有鐵道（國鐵）計劃興建從日田彦山線豐前川崎站經國鐵添田線（現時已廢止）大任站連接此站之間的國鐵油須原線，可是一直沒有建成。

## 其他
- 電視劇東京鐵塔：我的母親父親曾經在此站取景。
- 野生綠雉不時會飛至車站月台上。

## 相鄰車站
平成筑豐鐵道
田川線
源春蘭之森（HC22）－油須原（HC21）－赤（HC20）

## 注腳
1. 1 2 3  鉄道を未来につなぐために（令和元年度版） ︳ へいちくネット（平成筑豊鉄道） （页面存档备份，存于）（日語） 各站上落人次調査結果
2. ↑  九州鉄道百年祭実行委員会・百年史編纂部会 (编).  初版. 九州旅客鉄道. 1988: 65 （日语）.
3. ↑  廣岡治哉 『近代日本交通史 明治維新から第二次大戦まで』 法政大學出版局，1987年4月15日。ISBN 978-4588600173
4. ↑  九州鉄道百年祭実行委員会・百年史編纂部会 (编).  初版. 九州旅客鉄道. 1988: 181 （日语）.
5. ↑  『交通年鑑 昭和63年版』 交通協力會，1988年3月。
6. ↑  今村都南雄 『民営化の效果と現実NTTとJR』 中央法規出版，1997年8月。ISBN 978-4805840863

## 外部連結
- 油須原站 （页面存档备份，存于）（日語）（平成筑豐鐵道沿線情報網站）